# Лугове (Хмельницький район)
Лугове́ (до 1945 року — Свинна) — село в Україні, у Розсошанській сільській територіальній громаді Хмельницького району Хмельницької області. Населення становить 337 осіб.
На південно-західній околиці села розташовується Лугівський парк — парк-пам'ятка садово-паркового мистецтва місцевого значення.

## Галерея

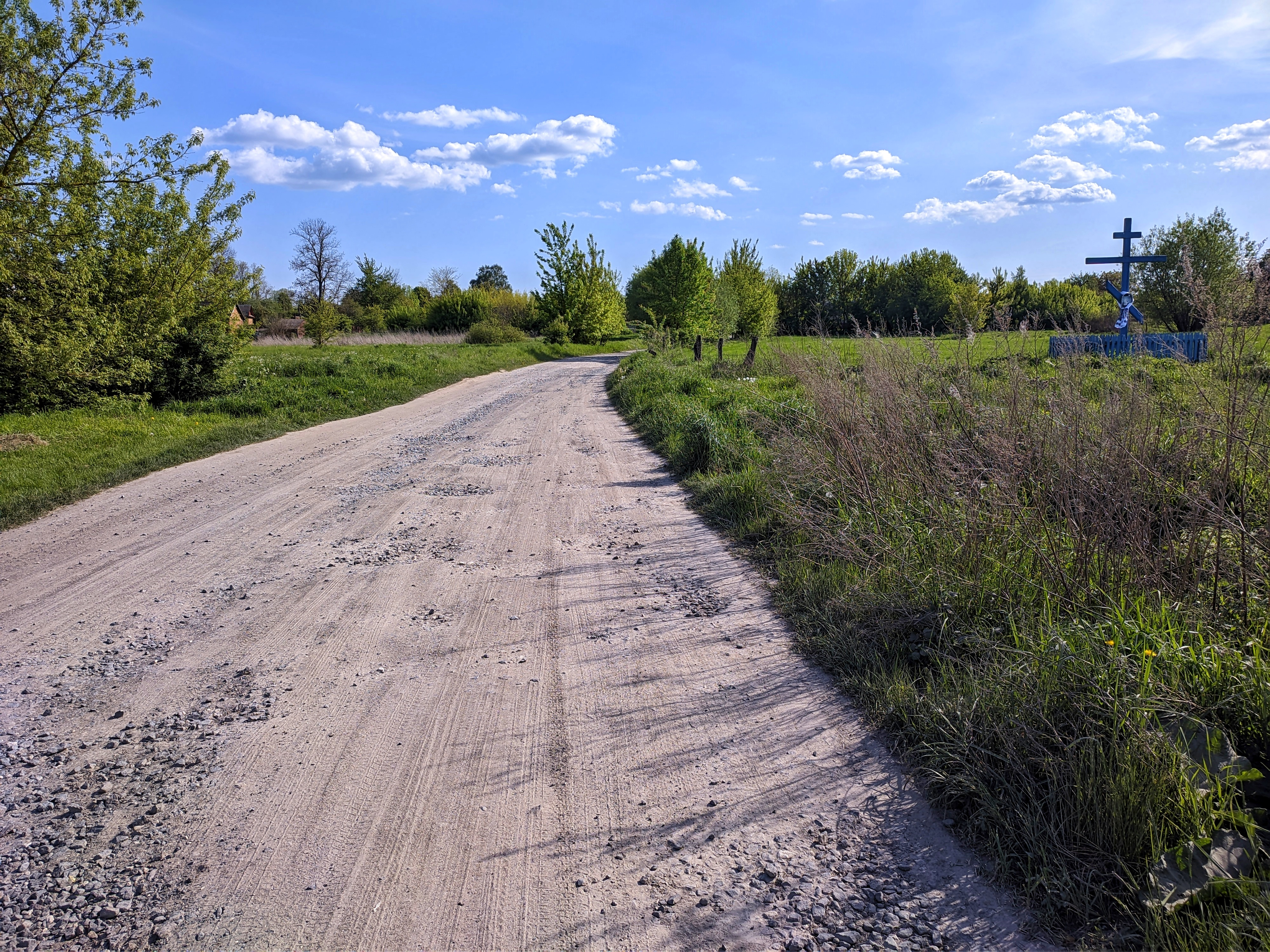
Дорога в село зі сторони Малої Колибані
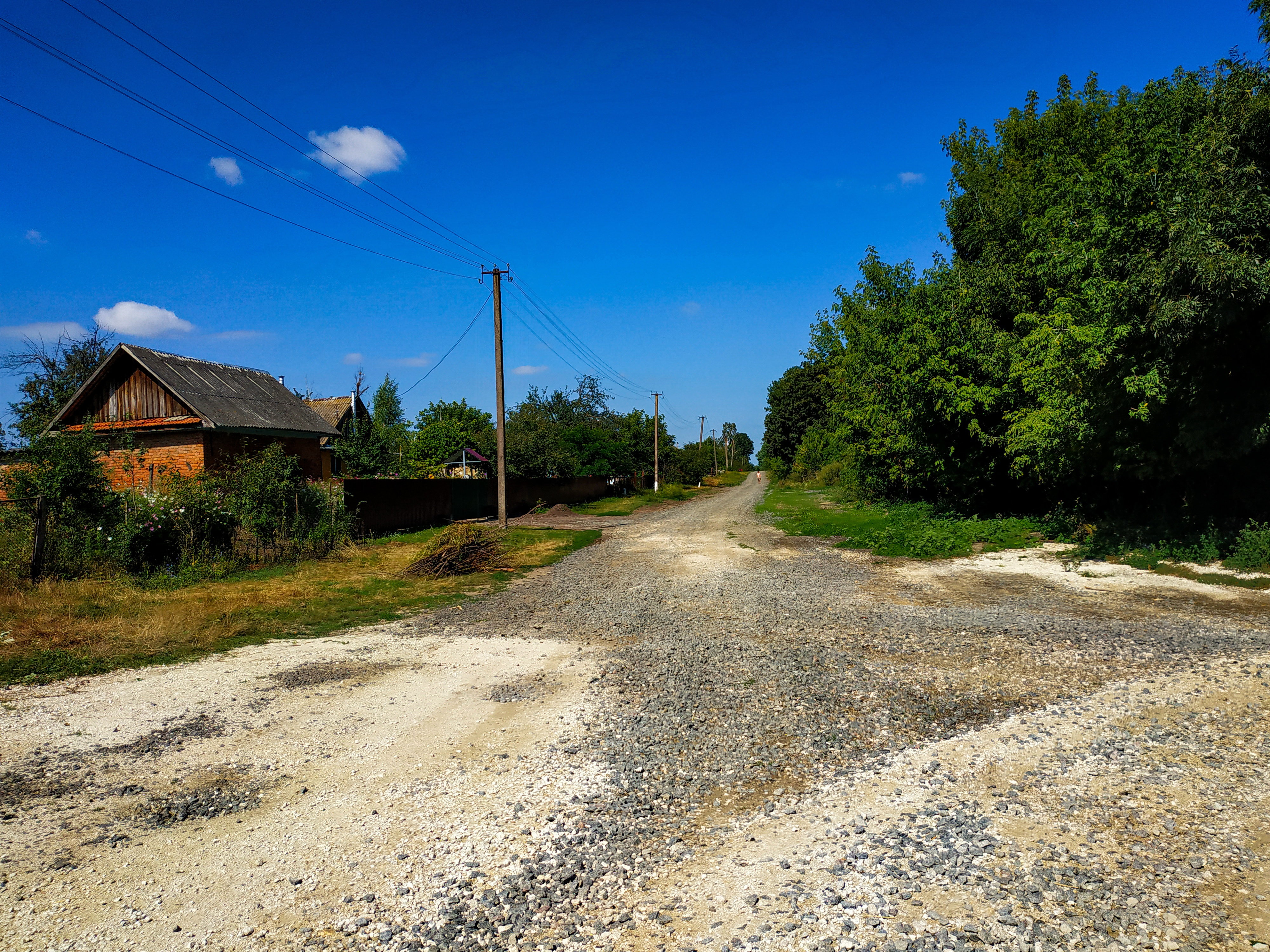
Вулиця в Луговому
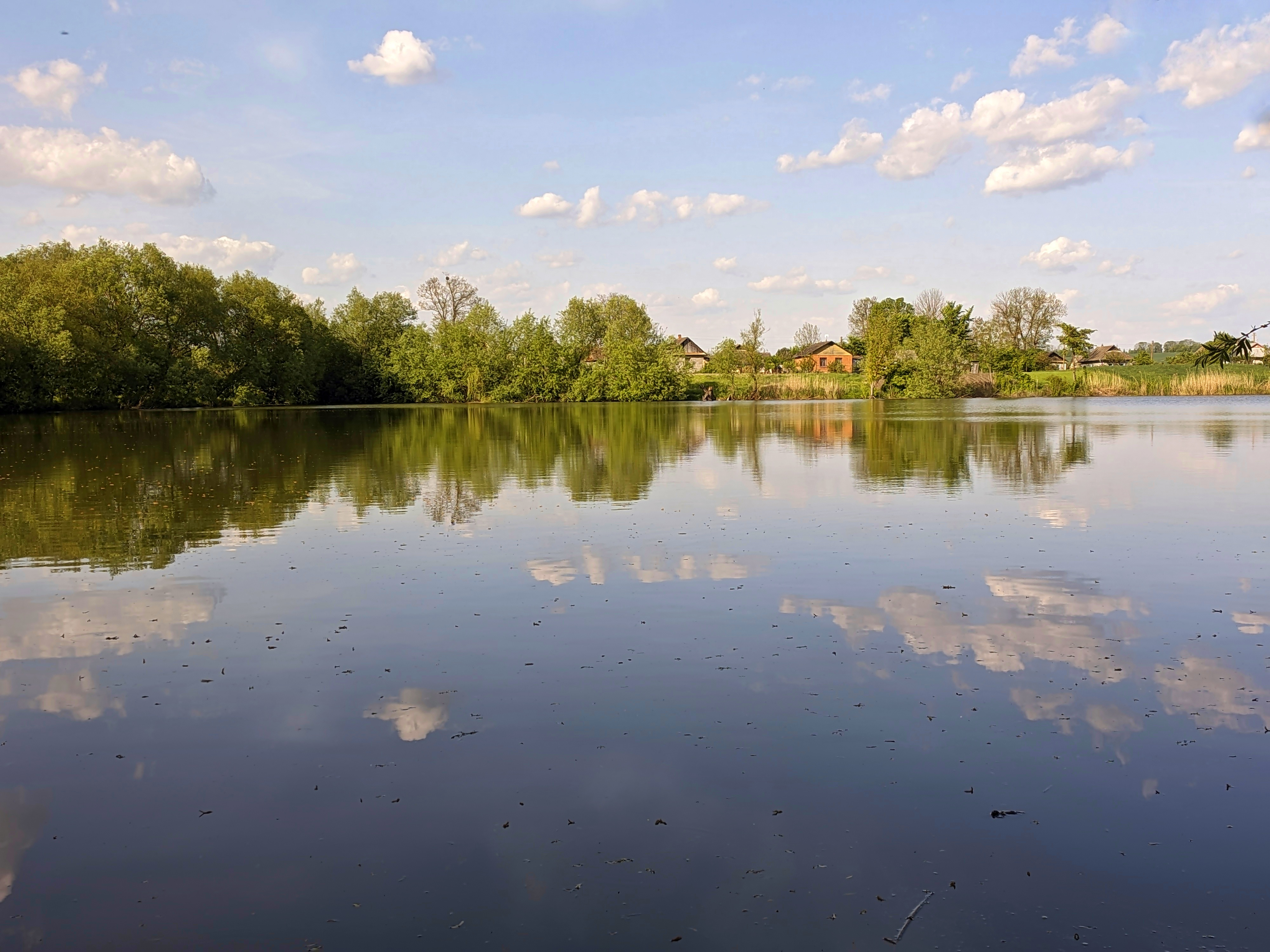
Ставок в селі
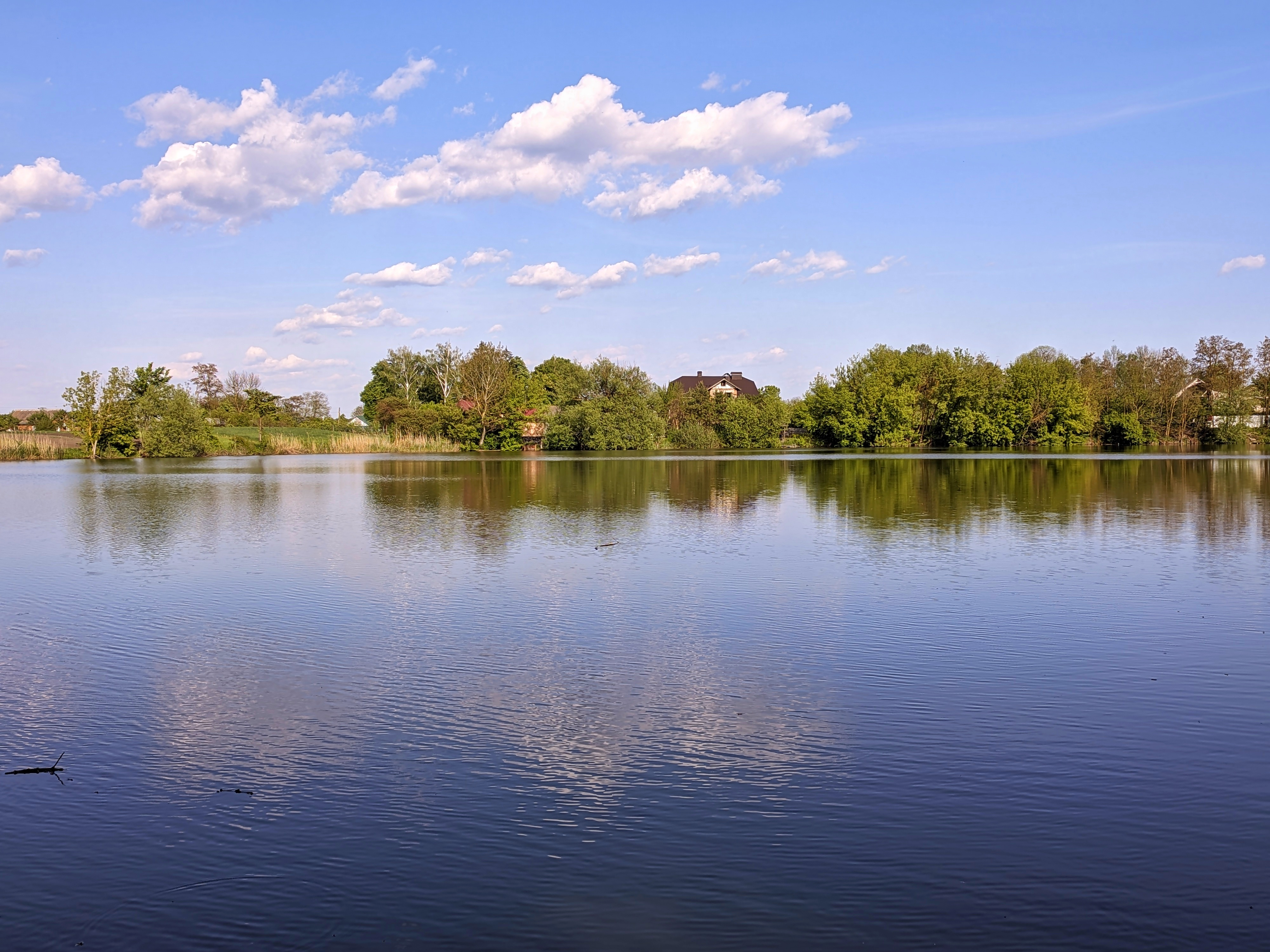
Сільський став
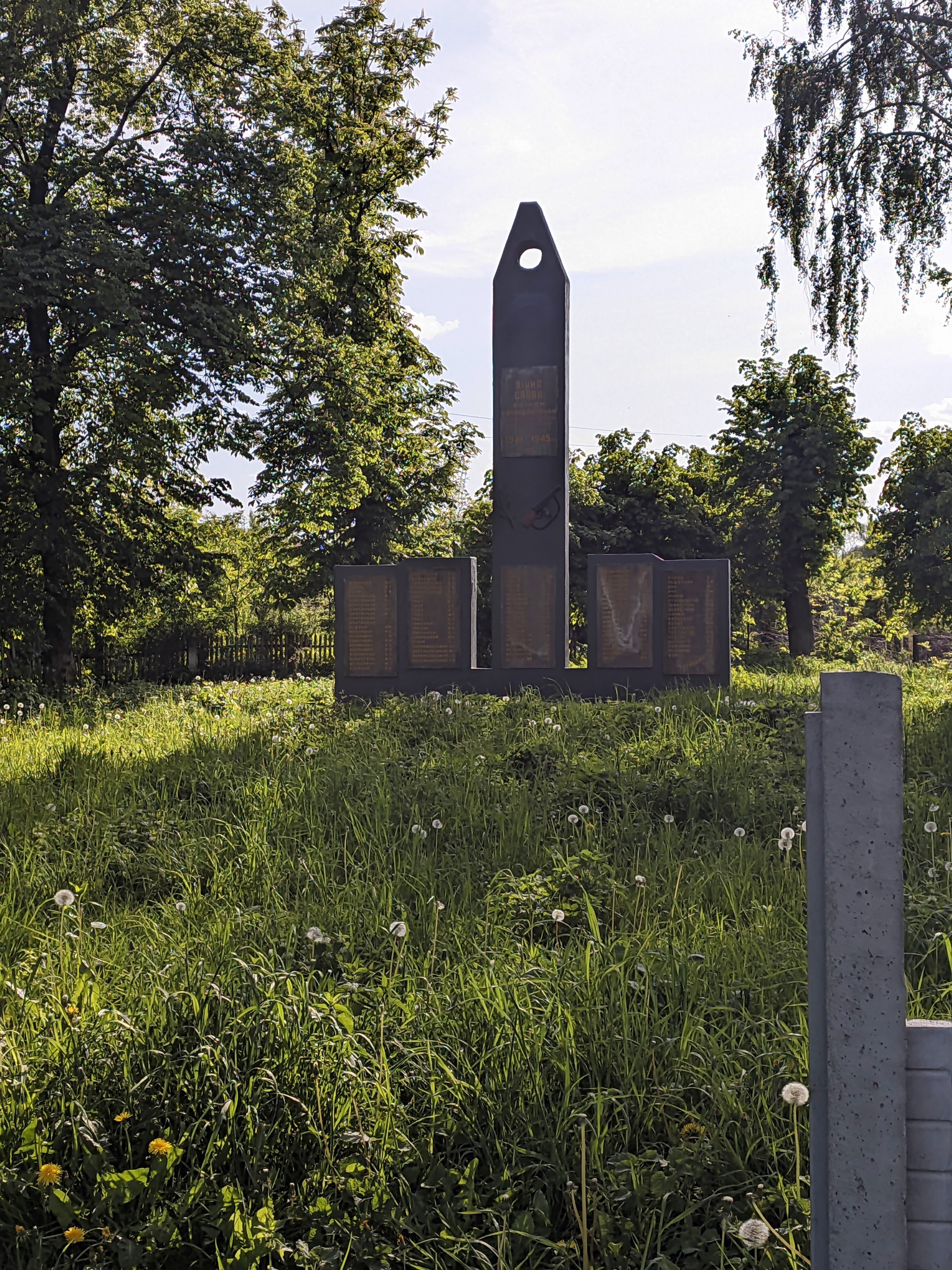
Знак воїнам-односельчанам
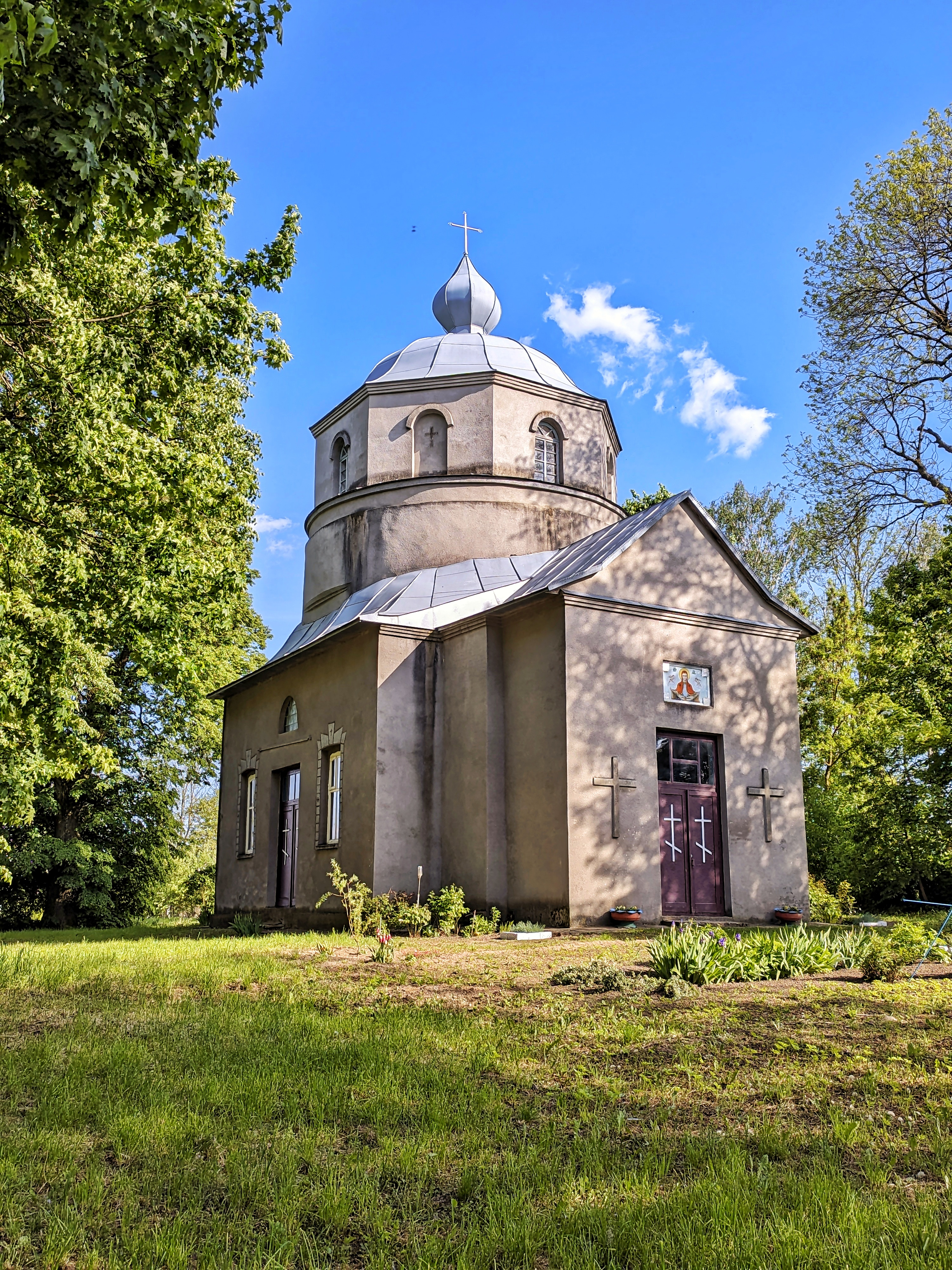
Церква Пресвятої Богородиці в селі
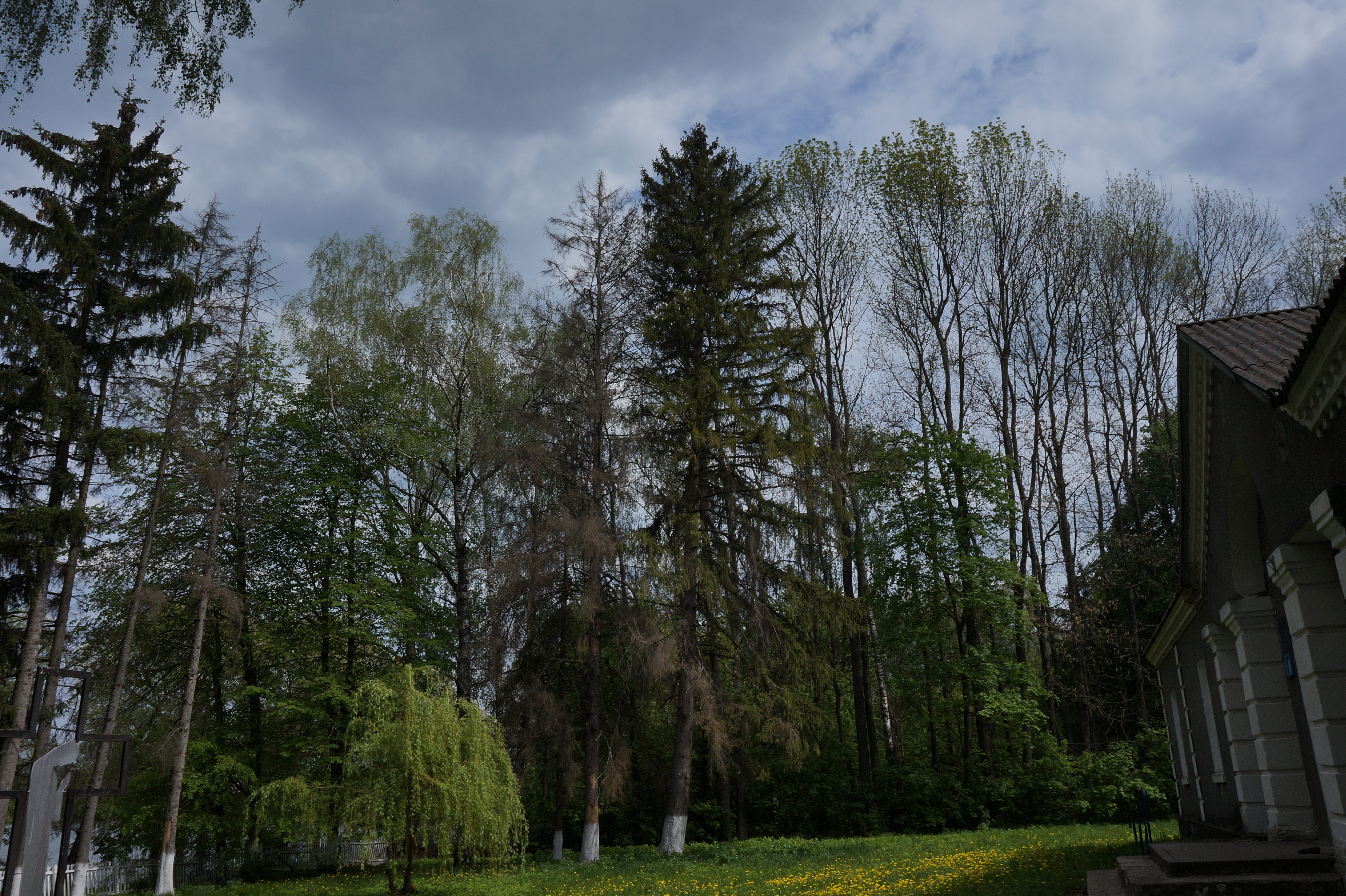
Лугівський парк
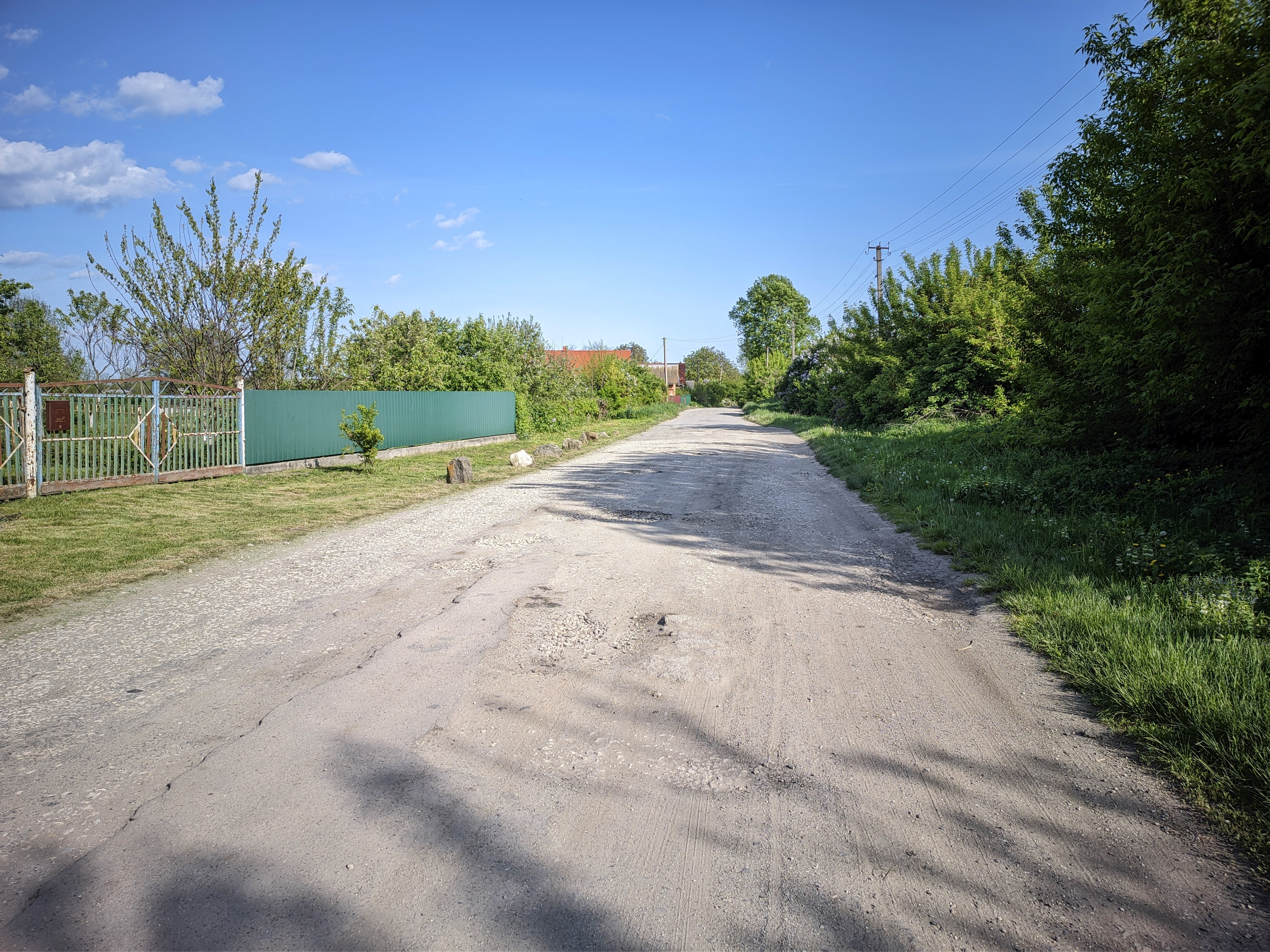
Вулиця Центральна
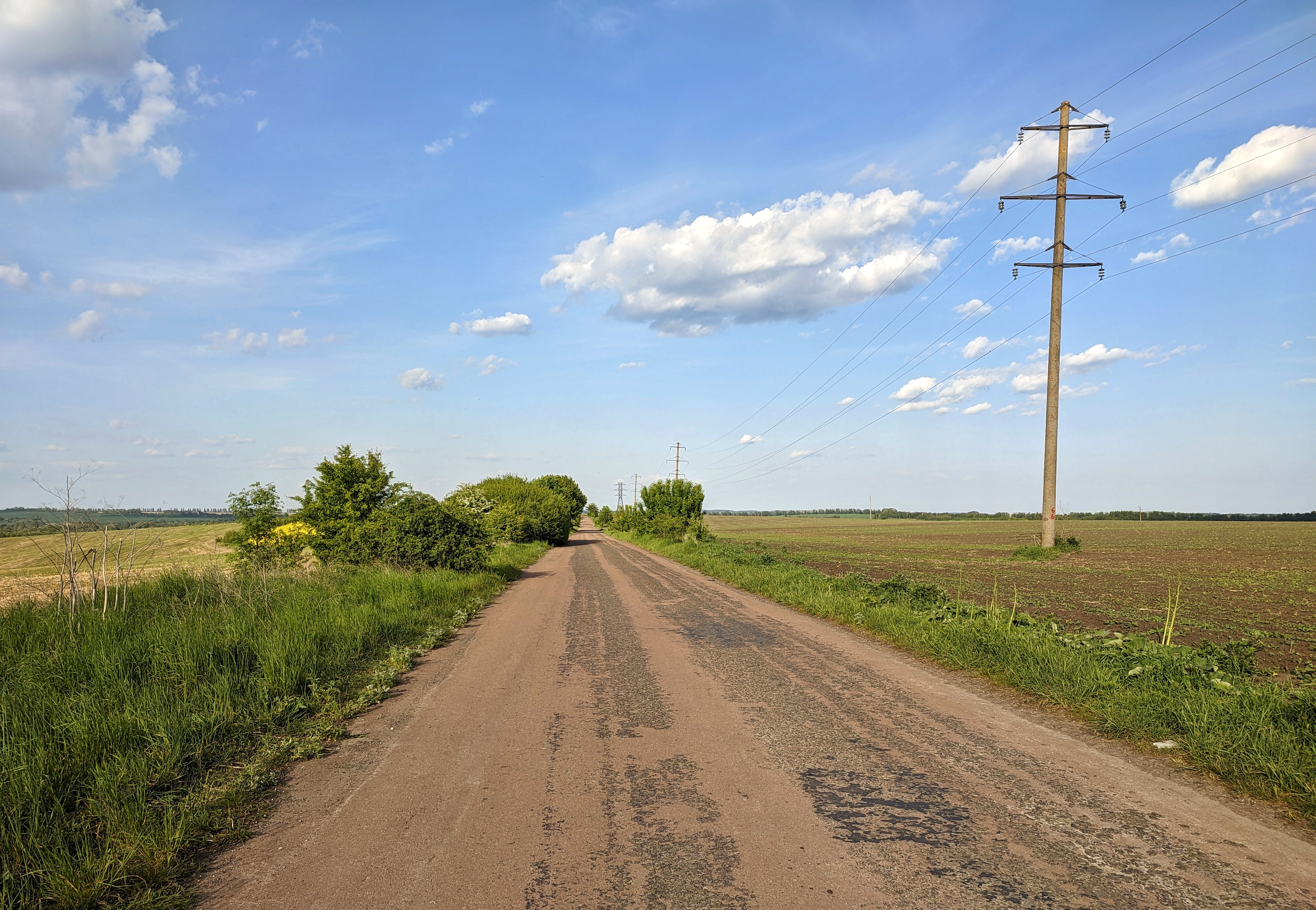
Асфальтована дорога в село
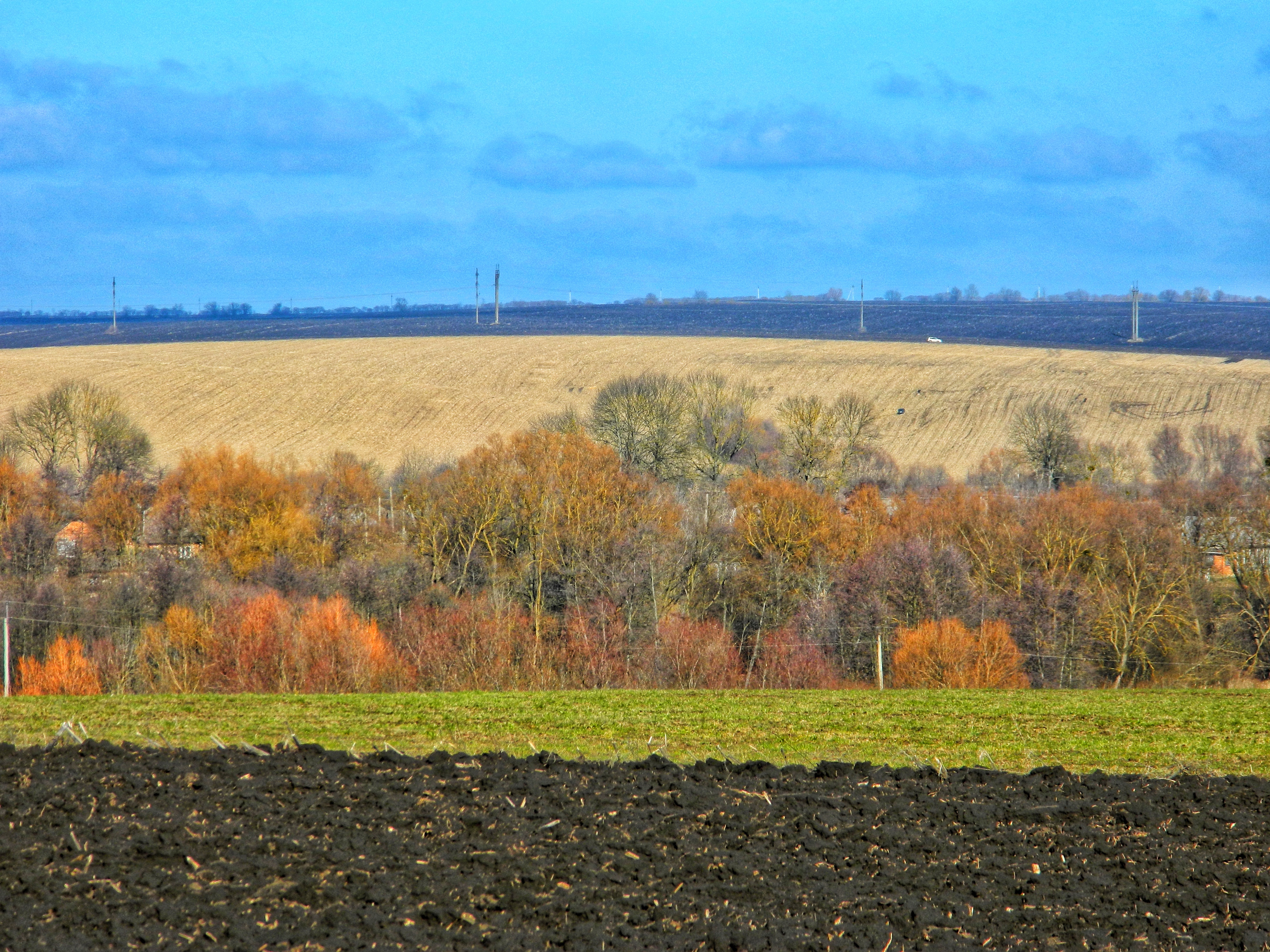
Вид на село Лугове з пагорба,біля цвинтаря
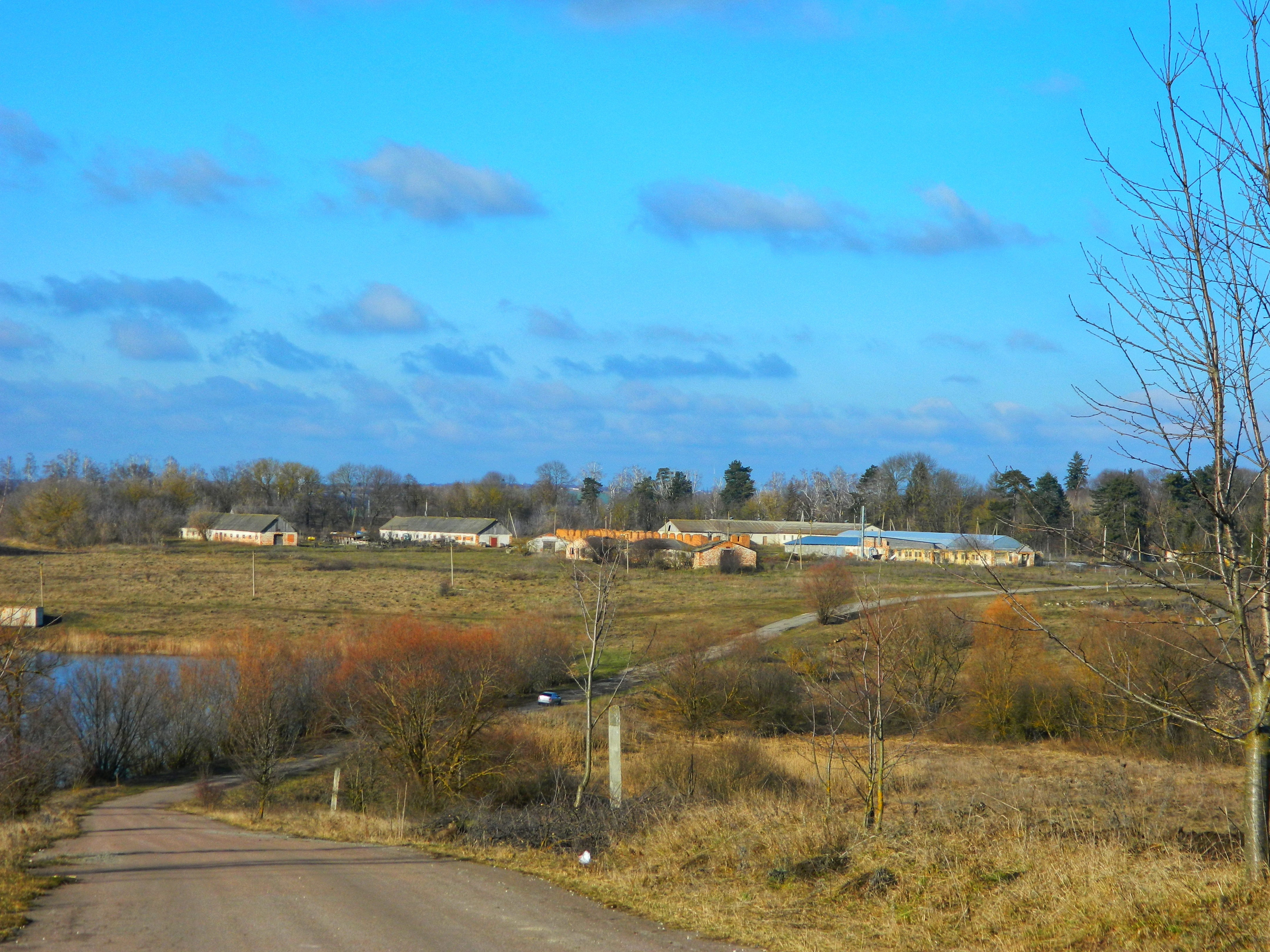
Вид на ферму селі Лугове
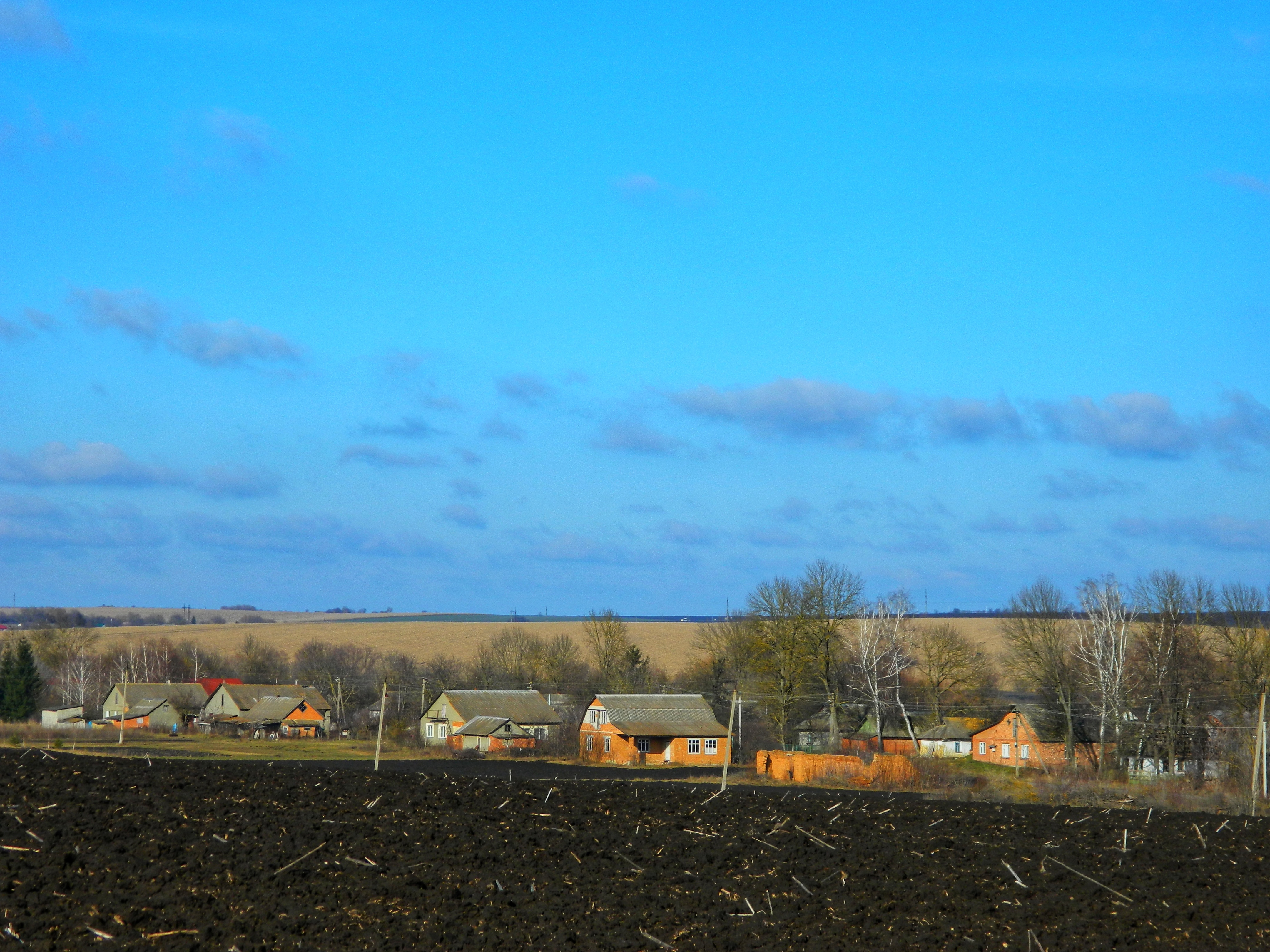
Вулиця Новиченська в селі Лугове
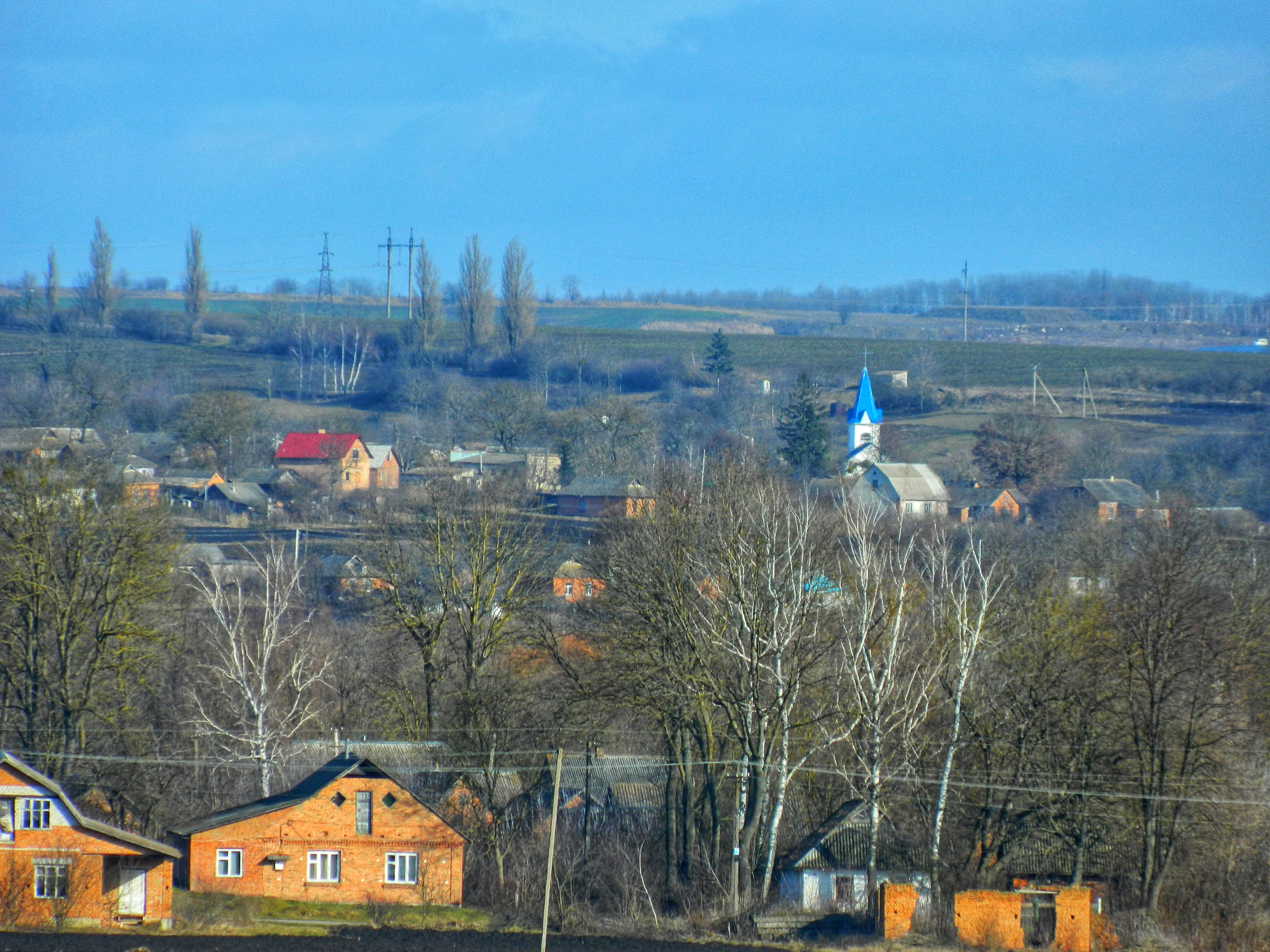
Ззаду видніється село Великі Колибані[уточнити]
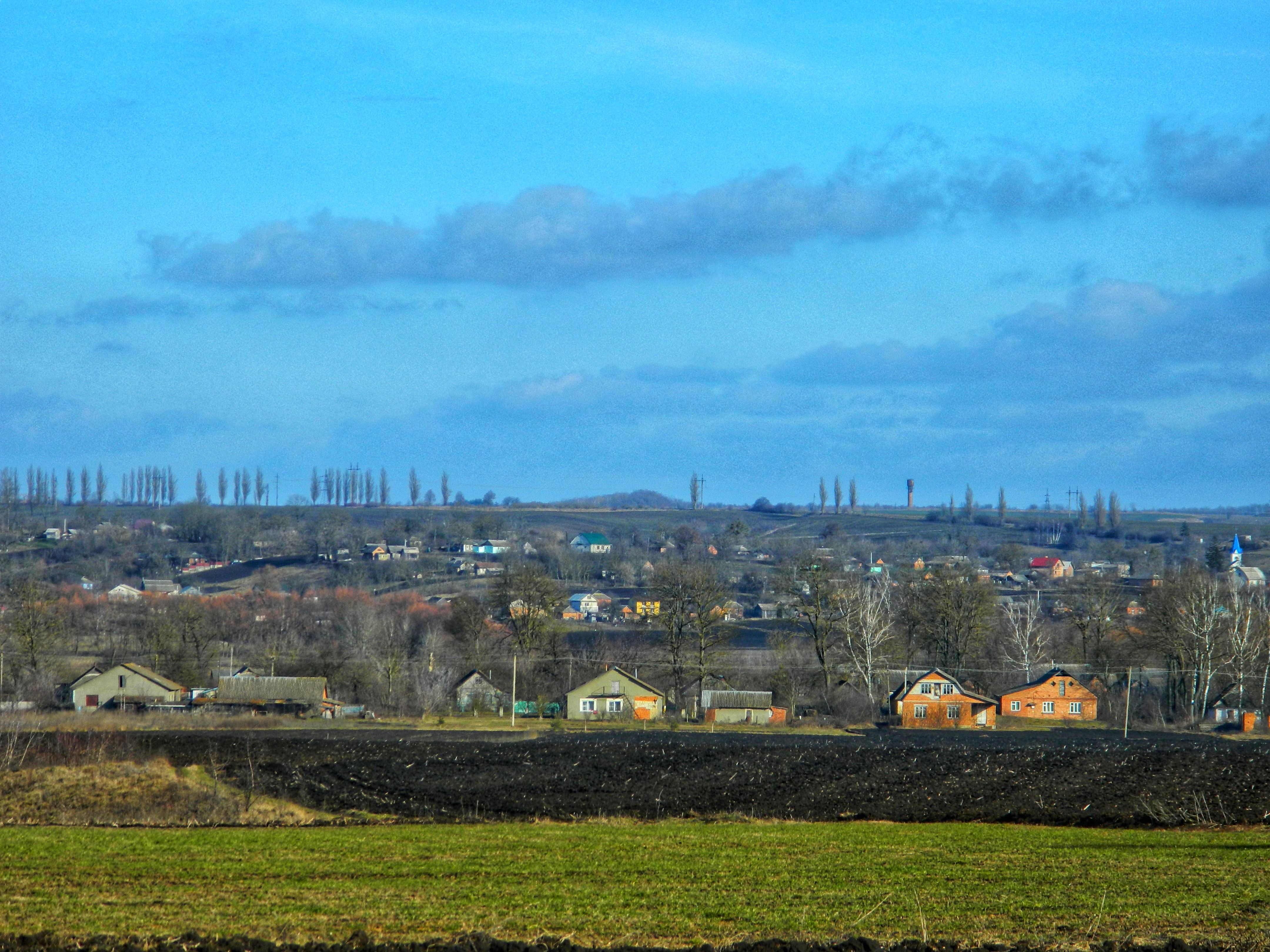
Панорама з пагорба із селом Великі Колибані[уточнити] на задньому фоні
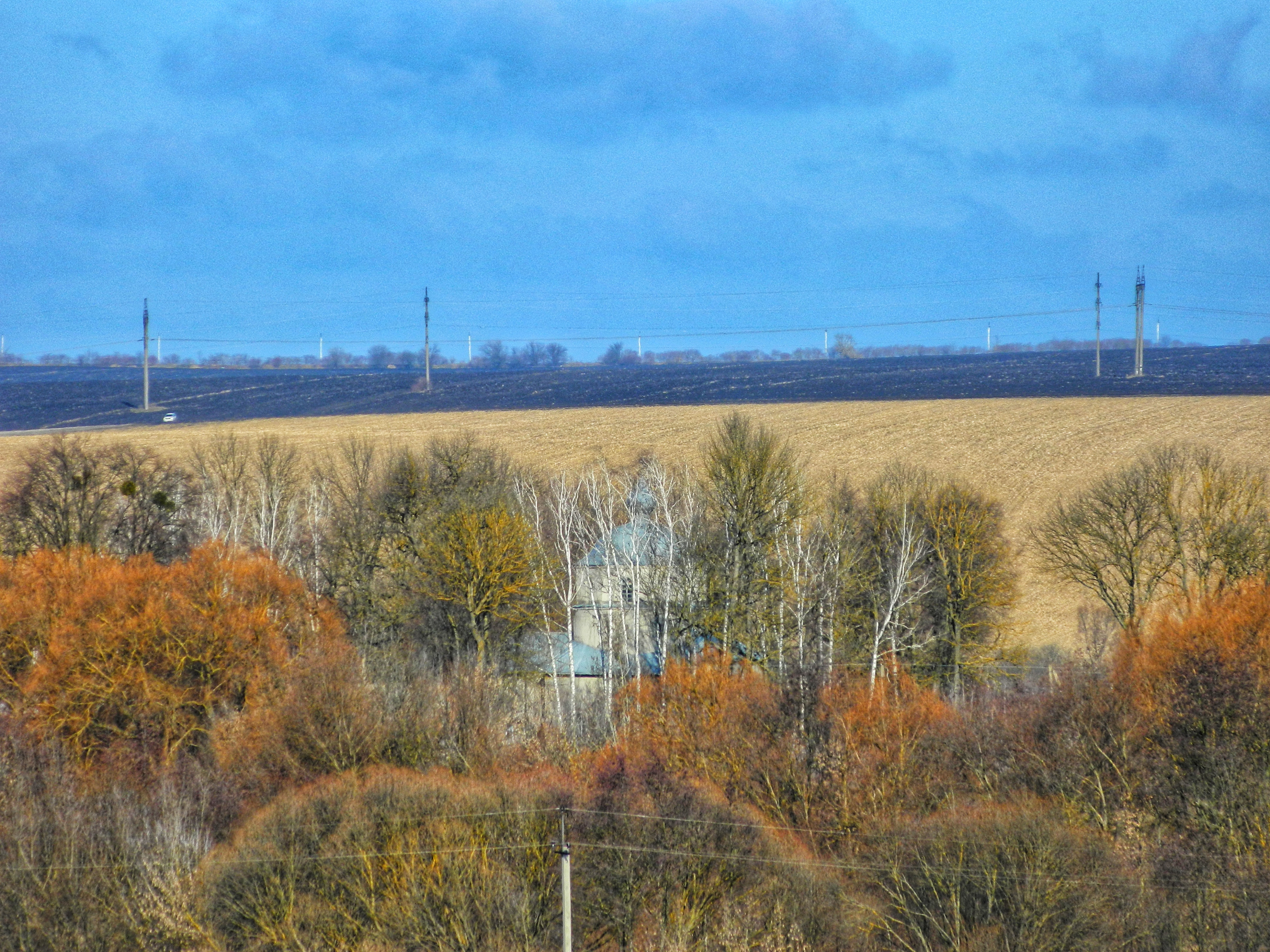
Церква з пагорба
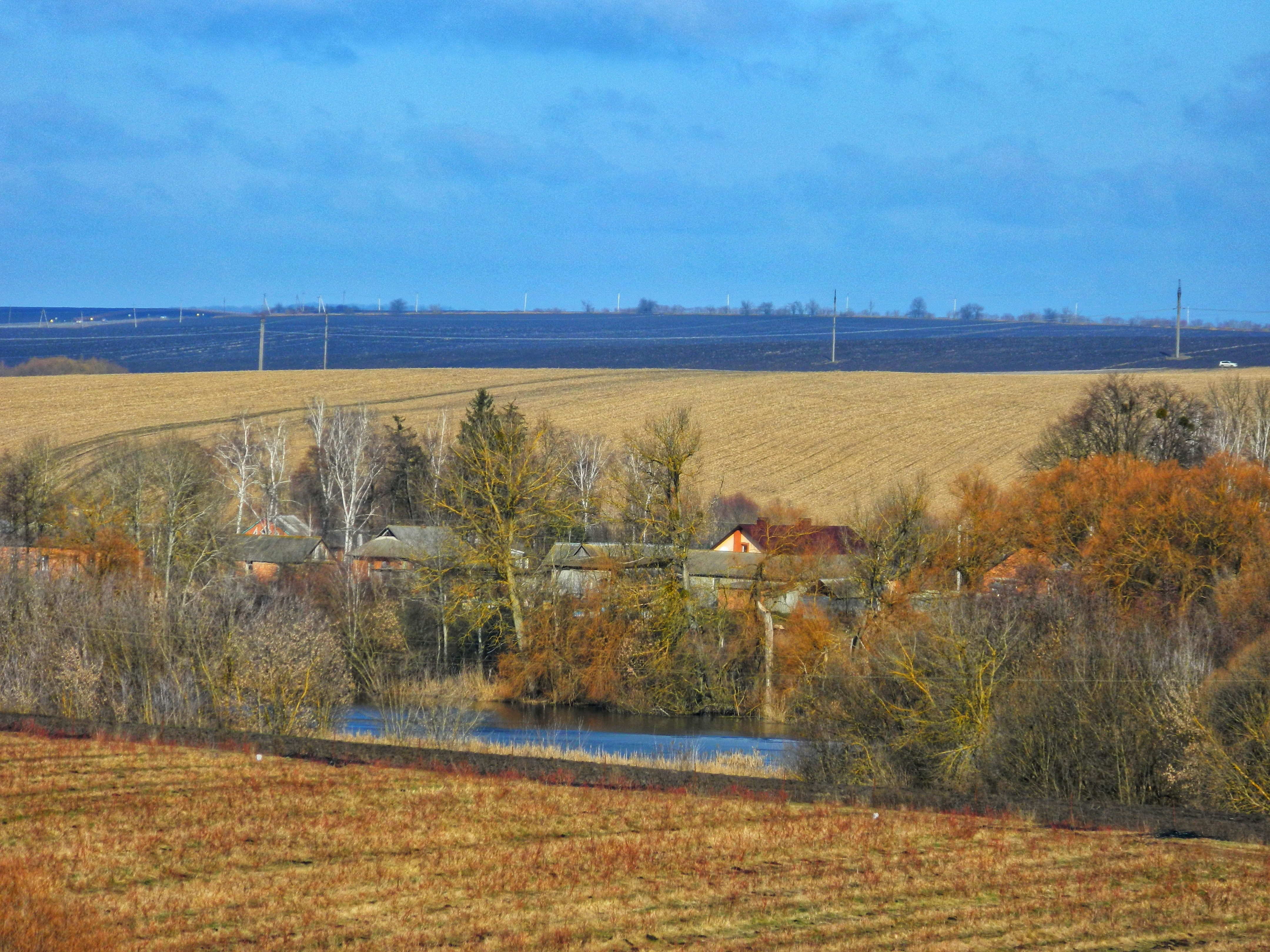
Вид на Лугове (вул. Космічна) і річку, яка впадає у сільський ставок
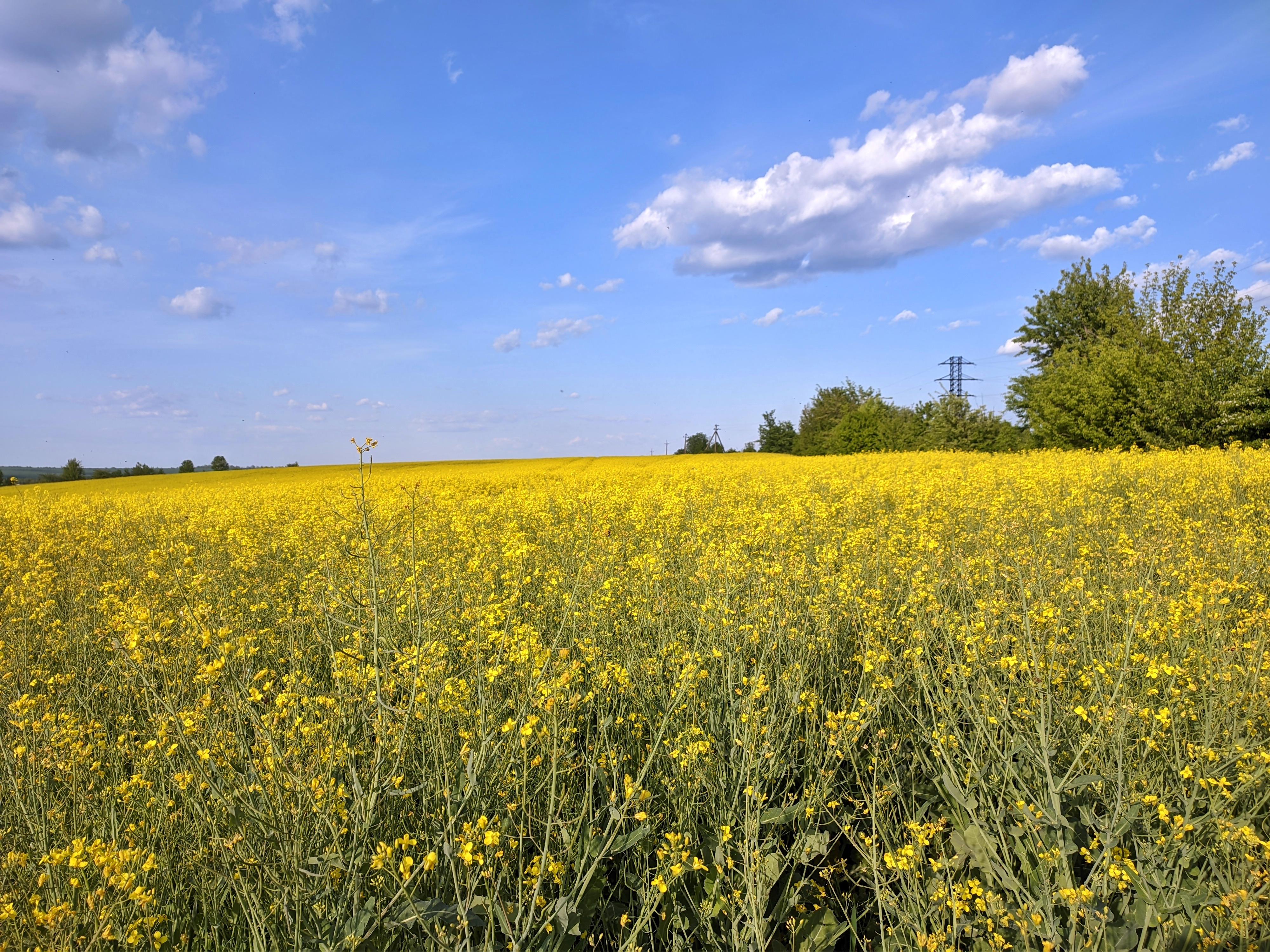
Околиці села